# Entrada en pérdida

Proceso de formación de la pérdida aerodinámica. Los ángulos son orientativos y dependen del perfil del ala y de la velocidad del aire.

La entrada en pérdida (stall en inglés) es un fenómeno aerodinámico que consiste en la disminución más o menos súbita de la fuerza de sustentación que genera la corriente incidente sobre un perfil aerodinámico. La entrada en pérdida se produce generalmente cuando el ángulo de ataque, el que forma la cuerda del perfil alar con el flujo de aire, alcanza un cierto valor límite, que depende en gran medida de la velocidad del aire y del diseño del perfil.
La reducción en la sustentación es debida a un proceso conocido como separación de la capa límite, durante el cual se invierte la dirección relativa del flujo de aire en determinadas zonas de la superficie aerodinámica, reduciendo de este modo la succión generada por el aire. Cuando este fenómeno ocurre en una porción significativa de la superficie, provoca una reducción notable de la capacidad de sustentación del ala, a la vez que aumenta considerablemente la resistencia aerodinámica.
La entrada en pérdida es de particular interés en aeronavegación y en Ingeniería aeroespacial, porque supone un riesgo para la estabilidad de las aeronaves. Cuando la entrada en pérdida sucede en vuelo, el piloto debe recuperar la sustentación y la estabilidad haciendo que el avión “pique”, es decir, haciendo que el morro baje respecto de la cola. No obstante, la entrada en pérdida es a veces utilizada de forma intencionada en algunas maniobras de acrobacia aérea.

## Historia
Cuando el aviador alemán Otto Lilienthal murió mientras volaba en 1896 como resultado de una pérdida de sustentación, Wilbur Wright comenzó a experimentar con pérdidas de sustentación por primera vez en 1901, mientras volaba con su segundo planeador. El conocimiento del accidente de Lilienthal y la experiencia de Wilbur motivaron a los hermanos Wright a diseñar su avión en configuración "canard". Esto supuestamente hizo que las recuperaciones de pérdidas de sustentación fueran más fáciles y suaves. Supuestamente, el diseño salvó las vidas de los hermanos más de una vez.  Sin embargo, las configuraciones del canard, sin un diseño cuidadoso, pueden hacer que una pérdida de sustentación sea irrecuperable.
El ingeniero aeronáutico Juan de la Cierva trabajó en su proyecto "Autogiro" para desarrollar un avión de alas giratorias que, según esperaba, no entraría en pérdida y que, por lo tanto, sería más seguro que los aviones. Al desarrollar el avión "autogiro" resultante, resolvió muchos problemas de ingeniería que hicieron posible el helicóptero.

## Definición
Una entrada en pérdida es una condición aerodinámica en el cual el ángulo de ataque de una aeronave aumenta más allá de su límite de seguridad, entonces la velocidad comenzará a disminuir. El ángulo en el que esto ocurre se le denomina como ángulo crítico de ataque. Si el ángulo de ataque aumenta más allá del limite, la velocidad disminuye y la aeronave comenzará a descender, aumentando aún más el ángulo de ataque y causando una mayor pérdida de sustentación. El ángulo crítico de ataque depende de la sección del perfil aerodinámico o perfil del ala, su forma en planta, su relación de aspecto y otros factores, pero generalmente está en el rango de 8 a 20 grados en relación con el viento entrante (viento relativo) para la mayoría de los perfiles aerodinámicos subsónicos. El ángulo crítico de ataque es el ángulo de ataque en la curva de coeficiente de sustentación versus ángulo de ataque (Cl~alpha) en el que se produce el coeficiente de sustentación máximo.
La pérdida de sustentación se produce por la separación del flujo, que, a su vez, se produce cuando el aire fluye contra una presión creciente. Whitford describe tres tipos de pérdida de sustentación: en el borde de salida, en el borde de ataque y en perfil aerodinámico delgado, cada uno con características distintivas de Cl~alpha. En la pérdida de sustentación en el borde de salida, la separación comienza en pequeños ángulos de ataque cerca del borde de salida del ala, mientras que el resto del flujo sobre el ala permanece adherido. A medida que aumenta el ángulo de ataque, las regiones separadas en la parte superior del ala aumentan de tamaño a medida que la separación del flujo avanza, y esto dificulta la capacidad del ala para crear sustentación. Esto se muestra por la reducción de la pendiente de sustentación en una curva Cl~alpha a medida que la sustentación se acerca a su valor máximo. El flujo separado generalmente causa sacudidas. Más allá del ángulo de ataque crítico, el flujo separado es tan dominante que los aumentos adicionales en el ángulo de ataque hacen que la sustentación caiga desde su valor máximo.
Los aviones de transporte con motor de pistón y los primeros aviones de transporte a reacción tenían un comportamiento de pérdida muy bueno, con advertencias de sacudidas previas a la pérdida y, si se ignoraban, una caída directa del morro para una recuperación natural. Los desarrollos en las alas que vinieron con la introducción de los motores de turbohélice introdujeron un comportamiento de pérdida inaceptable. Los desarrollos de vanguardia en alas de alta sustentación y la introducción de motores montados en la parte trasera y planos de cola elevados en la siguiente generación de aviones de transporte a reacción también introdujeron un comportamiento de pérdida inaceptable. La probabilidad de alcanzar la velocidad de pérdida inadvertidamente, un evento potencialmente peligroso, se había calculado, en 1965, en aproximadamente uno de cada 100.000 vuelos, con la suficiente frecuencia para justificar el costo del desarrollo de dispositivos de advertencia, como la palanca de mando vibratoria, y dispositivos para proporcionar automáticamente un paso adecuado de bajar la nariz del avión, como empujadores de palanca de mando.
Cuando el ángulo de ataque medio de las alas supera el de pérdida, puede producirse una barrena de pérdida, que es una autorrotación de una ala en pérdida. La barrena se produce cuando el alabeo, la guiñada y el cabeceo se desvían del vuelo equilibrado. Por ejemplo, el alabeo se amortigua de forma natural con un ala que no ha entrado en pérdida, pero con las alas en pérdida el momento de amortiguación se sustituye por un momento de propulsión.

## Descripción aerodinámica
En las aeronaves de ala fija, se puede entrar en pérdida en cualquier actitud de cabeceo o ángulo de inclinación o a cualquier velocidad aerodinámica, pero la entrada en pérdida deliberada se practica comúnmente reduciendo la velocidad a la velocidad de pérdida no acelerada, a una altitud segura. La velocidad de pérdida no acelerada (1g) varía en los diferentes aviones de ala fija y se representa mediante códigos de color en el indicador de velocidad aerodinámica. A medida que la aeronave vuela a esta velocidad, el ángulo de ataque debe aumentarse para evitar cualquier pérdida de altitud o que la velocidad aerodinámica comience a subir (que corresponde al ángulo de pérdida descrito anteriormente). El piloto notará que los controles de vuelo se han vuelto menos sensibles y también puede notar algo de turbulencia o traqueteo en el fuselaje, resultado del aire turbulento separado del ala que golpea la cola del avión.
En la mayoría de los aviones ligeros, cuando se alcanza la entrada en pérdida, el avión comenzará a descender (porque el ala ya no produce suficiente sustentación para soportar el peso del avión) y la nariz del avión se inclinará hacia abajo. La recuperación de una entrada en pérdida implica bajar la nariz del avión, para disminuir el ángulo de ataque y aumentar la velocidad del aire, hasta que se restablezca un flujo de aire suave sobre el ala. El vuelo normal se puede reanudar una vez que se completa la recuperación.  La maniobra normalmente es bastante segura y, si se maneja correctamente, conduce solo a una pequeña pérdida de altitud (20-30 m / 66-98 pies). Se enseña y se practica en el entrenamiento para que los pilotos reconozcan, eviten y se recuperen de la entrada en pérdida en una aeronave. Se requiere que un piloto demuestre capacidad en el control de una aeronave durante y después de una entrada en pérdida para la certificación en Estados Unidos, y es una maniobra de rutina para los pilotos cuando se familiarizan con el manejo de un tipo de aeronave desconocido. El único aspecto peligroso de una entrada en pérdida es la falta de altitud para la recuperación.
Una forma especial de llamar a la entrada en pérdida asimétrica, es en la que el avión también gira sobre su eje, a esto se le llama barrena de pérdida. Una barrena de pérdida puede ocurrir si un avión entra en pérdida y hay un momento de guiñada asimétrica aplicada a él. Este momento de guiñada puede ser aerodinámico,  relacionado con el empuje (factor p, un motor inoperativo en un avión multimotor sin empuje central) o de fuentes menos probables como turbulencia severa. El efecto neto es que un ala se detiene antes que la otra y el avión desciende rápidamente mientras gira, y algunos aviones no pueden recuperarse de esta condición sin entradas de control correctas del piloto que deben detener la guiñada.Una nueva solución al problema de la difícil (o imposible) recuperación de barrena de pérdida la proporciona el sistema de recuperación de paracaídas balístico.
Los escenarios de una barrena de pérdida más comunes ocurren en el despegue (también llamado entrada en pérdida durante el despegue) y durante el aterrizaje (viraje de base final) debido a una velocidad aerodinámica insuficiente durante estas fases. Las entradas en pérdida también ocurren durante las  aproximaciones fallidas, si el piloto no responde correctamente a la situación del desajuste resultante de la transición de un ajuste de potencia bajo a un ajuste de potencia alto a baja velocidad, puede provocar un accidente. La velocidad de pérdida aumenta cuando las superficies de las alas se contaminan con hielo o escarcha creando una superficie más áspera y una estructura más pesada debido a la acumulación de hielo.
Las entradas en pérdida no sólo se producen a baja velocidad, sino a cualquier velocidad cuando las alas superan su ángulo crítico de ataque. Intentar aumentar el ángulo de ataque a 1 g moviendo la palanca de control hacia atrás normalmente hace que el avión suba. Sin embargo, los aviones a menudo experimentan fuerzas g más altas, como cuando giran bruscamente o salen de un descenso en picada. En estos casos, las alas ya están operando a un ángulo de ataque más alto para crear la fuerza necesaria (derivada de la sustentación) para acelerar en la dirección deseada. Aumentar aún más la carga g, tirando hacia atrás de los controles, puede hacer que se exceda el ángulo de pérdida, incluso aunque el avión esté volando a alta velocidad. Estas "entradas en pérdida a alta velocidad" producen las mismas características de sacudidas que las pérdidas de sustentación a 1 g y también pueden iniciar un giro brusco si también hay alguna guiñada.

### Características
Los diferentes tipos de aeronaves pueden poseer ciertas características al momento de entrar en pérdida, pero sólo deben ser lo suficientemente buenas para satisfacer a la autoridad encargada de la aeronavegabilidad en particular. Por ejemplo, el carguero pesado Short Belfast tenía una caída de morro marginal en la cabina del piloto que era aceptable para la Real Fuerza Aérea. Cuando las aeronaves se vendieron a un operador civil, tuvieron que equiparse con un stick shaker para cumplir con los requisitos civiles. Algunas aeronaves pueden tener naturalmente un comportamiento muy bueno mucho más allá de lo requerido. Por ejemplo, se ha descrito que los aviones de transporte a reacción de primera generación tienen una caída de morro inmaculada al entrar en pérdida. La entrada en pérdida en un ala es aceptable siempre que el alabeo, incluso durante la recuperación de la entrada en pérdida, no exceda los 20 grados, o en vuelo con giro el alabeo no se exceda los 90 grados de inclinación. Si la advertencia previa a la entrada en pérdida seguida de la caída del morro y la caída limitada del ala no están presentes naturalmente o son consideradas inaceptablemente marginales por la autoridad encargada de la aeronavegabilidad, el comportamiento de la entrada en pérdida debe hacerse lo suficientemente correcto con modificaciones en la estructura del avión o dispositivos como el stick shaker y stick pusher añadidos para hacer eficiente la recuperación de la misma.

## Tipos

### Entrada en pérdida dinámica
La entrada en pérdida dinámica es un efecto aerodinámico inestable y no lineal que se produce cuando los perfiles aerodinámicos cambian rápidamente el ángulo de ataque. El cambio rápido puede provocar que se desprenda un fuerte vórtice del borde de ataque del perfil aerodinámico y se desplace hacia atrás por encima del ala. El vórtice, que contiene flujos de aire de alta velocidad, aumenta brevemente la velocidad producida por el ala. Sin embargo, tan pronto como pasa por detrás del borde de salida, la velocidad se reduce drásticamente y el ala entra en una entrada en pérdida normal.
La entrada en pérdida dinámica es un efecto que se asocia principalmente a los helicópteros y al aleteo de alas, aunque también se produce en turbinas eólicas  y debido a las ráfagas de aire. Durante el vuelo hacia adelante, algunas regiones de las palas de un helicóptero pueden experimentar un flujo que se invierte (en comparación con la dirección del movimiento de las palas), y por lo tanto incluye ángulos de ataque que cambian rápidamente. Las alas oscilantes (que aletean), como las de los insectos como el abejorro, pueden depender casi por completo de la entrada en pérdida dinámica  para producir velocidad, siempre que las oscilaciones sean rápidas en comparación con la velocidad de vuelo y el ángulo del ala cambie rápidamente en comparación con la dirección del flujo de aire.
El retraso de una entrada en pérdida puede ocurrir en perfiles aerodinámicos sujetos a un alto ángulo de ataque y un flujo tridimensional. Cuando el ángulo de ataque de un perfil aerodinámico aumenta rápidamente, el flujo permanecerá sustancialmente adherido al perfil aerodinámico a un ángulo de ataque significativamente mayor que el que se puede lograr en condiciones estables. Como resultado, la entrada en pérdida se retrasa momentáneamente y se logra un coeficiente de sustentación significativamente mayor que el máximo estable. El efecto se observó por primera vez en las hélices.

### Entrada en pérdida profunda
Una entrada en pérdida profunda (o superpérdida) es un tipo de entrada en pérdida peligrosa que afecta a ciertos diseños de aeronaves, en particular a los aviones a reacción con una configuración de cola en T y motores montados en la parte trasera. En estos diseños, la estela turbulenta de un ala principal en pérdida, las estelas de la góndola y el pilón y la estela del fuselaje "cubren" al estabilizador horizontal, haciendo que los elevadores sean ineficaces e impidiendo que la aeronave se recupere de la entrada en pérdida. Las aeronaves con góndolas montadas en la parte trasera también pueden presentar una pérdida de empuje significativo. Las aeronaves con hélices de cola en T son generalmente resistentes a las pérdidas profundas, porque la estela de la hélice aumenta el flujo de aire sobre la raíz del ala, pero pueden estar equipadas con un amplificador de cola vertical de precaución durante las pruebas de vuelo, como sucedió con el Airbus A400M.
Trubshaw da una definición amplia de pérdida profunda como la penetración en tales ángulos de ataque, {\textstyle \alpha } que la efectividad del control de paso se ve reducida por las estelas del ala y la góndola. También da una definición que relaciona la pérdida profunda con una condición de bloqueo donde la recuperación es imposible. Este es un valor único de {\textstyle \alpha }, para una configuración de aeronave dada, donde no hay momento de cabeceo, es decir, un punto de ajuste.
Schaufele proporciona valores típicos tanto para el rango de pérdida profunda, como para el punto de ajuste bloqueado, para el Douglas DC-9-S10. Estos valores son de pruebas en túneles de viento para un diseño inicial. El diseño final no tenía un punto de ajuste bloqueado, por lo que la recuperación desde la región de pérdida profunda fue posible, como se requiere para cumplir con las reglas de certificación. La pérdida normal que comienza en el "límite g" (disminución repentina del factor de carga vertical) fue en {\textstyle \alpha =} 18°, la pérdida profunda comenzó a unos 30° y el punto de ajuste irrecuperable bloqueado estaba a 47°.
El muy alto {\textstyle \alpha }, en el caso de una pérdida profunda, la condición de bloqueo se produce mucho más allá de la pérdida normal, pero se puede alcanzar muy rápidamente, ya que el avión es inestable más allá de la pérdida normal y requiere una acción inmediata para detenerlo. La pérdida de sustentación provoca altas tasas de caída, que, junto con la baja velocidad de avance en la pérdida normal, dan lugar a una alta {\textstyle \alpha } con poca o ninguna rotación de la aeronave. Un BAC 1-11 con registro G-ASHG, durante vuelos de prueba de entrada en pérdida, y antes de que el tipo de aeronave fuera modificado para evitar una condición de pérdida profunda, descendió a más de 10,000 pies por minuto (50 m/s) y golpeó el suelo en una actitud plana moviéndose solo 70 pies (20 m) hacia adelante después del impacto inicial. Los bocetos que muestran cómo la estela del ala cubre la cola pueden ser engañosos si implican que la pérdida profunda requiere un ángulo alto del cuerpo. Taylor y Ray  muestran cómo la actitud de la aeronave en la pérdida profunda es relativamente plana, incluso menos que durante la pérdida normal, con ángulos de trayectoria de vuelo negativos muy altos.